# بريمية مايرية
بريمية مايرية (الاسم العلمي:Leptospira meyeri) هي نوع من البكتيريا تتبع جنس البريمية من فصيلة نظيرات البريمية.